# Toon Disney
Toon Disney foi um canal de televisão por assinatura com programação infantil operado pela Disney Channels Worldwide, uma subsidiária da Disney-ABC Television Group. O público-alvo do canal eram crianças e adolescentes de 8 a 19 anos durante o bloco de programação do Jetix.  
O Toon Disney foi lançado como spin-off do Disney Channel, a programação do canal incluía principalmente séries animadas, curtas e outras produções da Disney, bem como programas adquiridos de terceiros.

## História
O Toon Disney foi lançado em 18 de abril de 1998 às 15h, em homenagem ao 15º aniversário do Disney Channel pela Disney/ABC Networks nas operadoras DirecTV, Marcus Cable e EchoStar. O primeiro programa exibido foi Fantasia (1940). Às 19h, do mesmo dia, o canal lançou um bloco chamado The Magical World of Toons. O bloco originalmente apresentava desenhos animados da Disney, especiais e curtas. Nos cincos meses seguintes, a Toon Disney teve sua programação disponibilizada aos assinantes de operadoras de televisão por assinatura como a Americast. Em seu lançamento, metade das séries exibidas eram oriundas do Disney Channel. Inicialmente, em sua fase experimental, o canal não exibia propagandas. Em 31 de janeiro de 1999, foi transmitida a primeira maratona anual de Pumba Bowl.
Em setembro de 2000, o canal atinge 20 milhões de assinantes, portanto começaria a exibir propagandas durante sua programação diária.
Em junho de 2021, a Toon Disney lançou sua Pesquisa Infantil Mais Animada. The Santa Claus Brothers tiveram sua estreia mundial no canal em dezembro. Em setembro de 2002, oito novos programas foram inseridos na grade de programação como parte das novidades de outubro do canal.
Em abril de 2003, em comemoração ao quinto aniversário da emissora, o canal realizou o Toon Disney's Magical Adventure Sweepstakes no qual três vencedores ganhariam uma viagem ao Disneyland Resort juntamente com três membros da família para assistirem ao musical Disney's Aladdin: A Musical Spetacular.
Em 14 de fevereiro de 2004, o Jetix passou a ser transmitido como um bloco dentro da programação do canal Toon Disney e do ABC Family, como parte de uma aliança entre a ABC Network Group, Fox Kids Europe e Fox Kids Latin America.  O bloco consistia em toda a biblioteca adquirida como resultado da compra da Fox Kids/Saban Entertainment pela The Walt Disney Company no verão de 2001, bem como programas originais. Alguns programas como The Legend of Tarzan e Buzz Lightyear do Comando Estelar foram ao ar no Toon Disney e Jetix.
Em 22 de dezembro de 2006, a estreia de Expresso Polar rendeu ao canal sua maior audiência no horário com 1,35 milhão de espectadores. Em janeiro de 2007, o Toon Disney lançou seu bloco de programação vespertina de fim de semana chamado The Great Toon Weekend.
Em 6 de agosto de 2008, a Disney-ABC Television Group anunciou que renomearia o Toon Disney no início de 2009 para Disney XD, que seria destinado a crianças a partir de 6 anos. O Toon Disney encerrou suas transmissões em 12 de fevereiro de 2009 sendo substituído pelo Disney XD. O último programa a ir ao ar foi um episódio de O Incrível Hulk, às 23h30, no bloco de programação Jetix. Na sexta-feira, dia 13 de fevereiro de 2009, às 12h, o primeiro programa exibido pelo Disney XD foi um episódio de Phineas e Ferb.

## Blocos de programação
- Toon Disney's Big Movie Show foi um bloco de filmes noturnos iniciado em 2005 e que durou até 2009.[10]
- Double Feature Friday foi um bloco que apresentava dois filmes diferentes back-to-back todas as sextas à noite. O bloco começou em 2001 e durou até 2004.
- Jetix foi um bloco de programação que exibia obras da biblioteca Saban/Marvel e programação original lançada em 14 de fevereiro de 2004, com o bloco originalmente tendo 12 horas de programação semanal em horário nobre em seu início.[7][8][11] Quando Toon Disney encerrou seus trabalhos em fevereiro de 2009, o Jetix ocupava mais da metade da programação da emissora exibindo 12 horas de programação durante a semana e 19 horas nos finais de semana.
- The Magical World of Toons foi o bloco de programação exibido no horário nobre do canal, que foi lançado em 18 de abril de 1998 e durou até o ano de 2003. Durante a semana, o bloco exibia curtas e séries com personagens da Disney como Mickey Mouse, Pato Donald, Timão & Pumba, Hércules, Aladdin, Doug e Ana Pimentinha. Durante os finais de semana, o bloco apresentava animações, a maioria delas criadas para o mercado de vídeos domésticos, como O Retorno de Jaffar, A Torradeira Valente Vai à Marte, bem como alguns lançamentos teatrais, incluindo, Pateta: O Filme, Alice no País das Maravilhas, A Torradeira Valente.[12] [13]
- Princess Power Hour foi um bloco com as princesas da Disney Jasmin e Ariel através de episódios de Aladdin e A Pequena Sereia. Foi exibido entre os anos de 2000 e 2007.[13]
- Chillin' With the Villains foi um bloco de programação exibido aos domingos. O bloco consistia em uma minimaratona de alguma série com a presença de algum vilão notável. Foi exibida entre os anos de 2000 e 2004.
- The Great Toon Weekend (GTW) foi um bloco de programação das tardes dos finais de semana. Era exibido todos os sábados e domingos a partir do meio-dia. A partir de 27 de janeiro de 2007 o bloco passou a ter 7 horas de duração. O The Great Toon Weekend iniciava com um filme de duas horas sob a bandeira de Big Movie Show seguido de cinco horas de episódios consecutivos de programas como Aladdin, Timão & Pumba, Buzz Lightyear do Comando Estelar, A Nova Escola do Imperador e Lilo & Stitch.[14]
- Hangin' with the Heroes foi um bloco de programação iniciado em janeiro de 2002 como um bloco de final de semana composto por duas horas de Aladdin, Gárgulas e Hércules. Tempos mais tarde, o bloco passou a ser exibido todas as noites durante a semana a partir das 23h.[6]

## Versões internacionais
No outono de 2000, a Disney lançou o seu primeiro canal Toon Disney no mercado internacional, no Reino Unido. Em 2004, mais quatro mercados adicionaram o canal, sendo três na Europa em países como a Alemanha.
Em dezembro de 2004, a Walt Disney Television International India lança o canal com três faixas de áudio com idiomas diferentes: inglês, tamil e telugu. Em 2005, o canal foi lançado nos países nórdicos e no Japão. Em setembro de 2005, foi introduzida a faixa de áudio em hindi no canal Toon Disney India.
Em março de 2006, a versão britânica do canal é substituída pelo canal Disney Cinemagic.
Após o desligamento do canal norte-americano, os demais canais e blocos com o nome Toon Disney fora dos Estados Unidos foram relançados como Disney Cinemagic (apenas na Europa), Disney Channel ou Disney XD. 
No dia 1º de outubro de 2011 saíram do ar os dois últimos canais da marca Toon Disney na Itália.
| Mercado        | Tipo                                    | Data de lançamento     | Substituído por                     | Data da substituição                     |
| -------------- | --------------------------------------- | ---------------------- | ----------------------------------- | ---------------------------------------- |
| Estados Unidos | Canal de televisão                      | 18 de abril de 1998    | Disney XD                           | 12 de fevereiro de 2009                  |
| Japão          | Canal de televisão                      | 1º de dezembro de 2005 | Disney XD                           | 9 de agosto de 2009                      |
| Reino Unido    | Canal de televisão                      | 29 de setembro de 2000 | Disney Cinemagic                    | 16 de março de 2006                      |
| Irlanda        | Canal de televisão                      | 29 de setembro de 2000 | Disney Cinemagic                    | 16 de março de 2006                      |
| Índia          | Canal de televisão                      | 17 de dezembro de 2004 | Disney XD                           | 12 de novembro de 2009                   |
| Vietname       | Bloco de programação na rede HTV7       | Fevereiro de 2007      | N/A                                 | N/A                                      |
| França         | Canal de televisão                      | 2 de novembro de 2002  | Disney Cinemagic                    | 4 de setembro de 2007                    |
| Alemanha       | Canal de televisão                      | 10 de novembro de 2004 | Disney Cinemagic                    | 18 de abril de 2010                      |
| Alemanha       | Canal de televisão                      | 10 de novembro de 2004 | Disney XD na maioria das operadoras | 18 de abril de 2010                      |
| Alemanha       | Canal de televisão com 1 hora de atraso | 10 de novembro de 2004 | Disney XD +1                        | 18 de abril de 2010                      |
| Itália         | Canal de televisão                      | 24 de dezembro de 2004 | Disney Channel +2                   | 1º de outubro de 2011[carece de fontes?] |
| Itália         | Canal de televisão com 1 hora de atraso | 20 de dezembro de 2008 | Disney XD +2                        | 1º de outubro de 2011[carece de fontes?] |
| Escandinávia   | Canal de televisão                      | 1º de agosto de 2005   | Disney XD                           | 9 de setembro de 2009                    |
| Espanha        | Canal de televisão                      | 16 de novembro de 2001 | Disney Cinemagic                    | 30 de junho de 2008                      |
| Portugal       | Canal de televisão                      | 16 de novembro de 2001 | Disney Cinemagic                    | 30 de junho de 2008                      |